# Jehan Foucault de Saint-Germain
Pour les articles homonymes, voir Famille de Foucauld et Foucault.
 (juillet 2017).
Si vous disposez d'ouvrages ou d'articles de référence ou si vous connaissez des sites web de qualité traitant du thème abordé ici, merci de compléter l'article en donnant les références utiles à sa vérifiabilité et en les liant à la section « Notes et références ».
Jehan Foucault, seigneur de Saint-Germain, issu de la famille de Foucault de Saint-Germain-Beaupré, était le fils d'Aubert, seigneur de Cros puis de Saint-Germain Beaupré, et d’Isabeau Pot de Rhodes (en Limousin). 

## Biographie
Avec Jeanne d'Arc il combattit à Orléans, Jargeau, Meung, Beaugency et Patay, et commandait les archers lors du Siège de Paris (1429). 
En mai 1430, il était encore avec Jeanne au Siège de Compiègne.
Charles VII lui confia en 1432 le commandement de la ville de Lagny-sur-Marne, qu'il défendit glorieusement contre Jean de Lancastre duc de Bedford.
Il fut nommé par le duc d’Orléans gouverneur (podestat) de la ville d’Asti, chef-lieu de son comté du Milanais, où il mourut vers 1465.